# Lưu Bá
Lưu Bá (chữ Hán phồn thể: 留壩縣, chữ Hán giản thể:, âm Hán Việt: Lưu Bá huyện) là một huyện thuộc địa cấp thị Hán Trung, tỉnh Thiểm Tây, Cộng hòa Nhân dân Trung Hoa. Huyện này có diện tích 1970 ki-lô-mét vuông, dân số năm 2002 là 50.000 người. Về mặt hành chính, huyện này được chia thành 5 trấn, 5 hương.
- Trấn: Thành Quan, Mã Đạo, Vũ Quan Dịch, Lưu Hầu, Giang Khẩu.
- Hương: Thanh Kiều Dịch, Hỏa Thiêu Điếm, Thạch Môn, Ngọc Hoàng Miếu, Tang Viên Bá.